# Giuseppe Guarneri

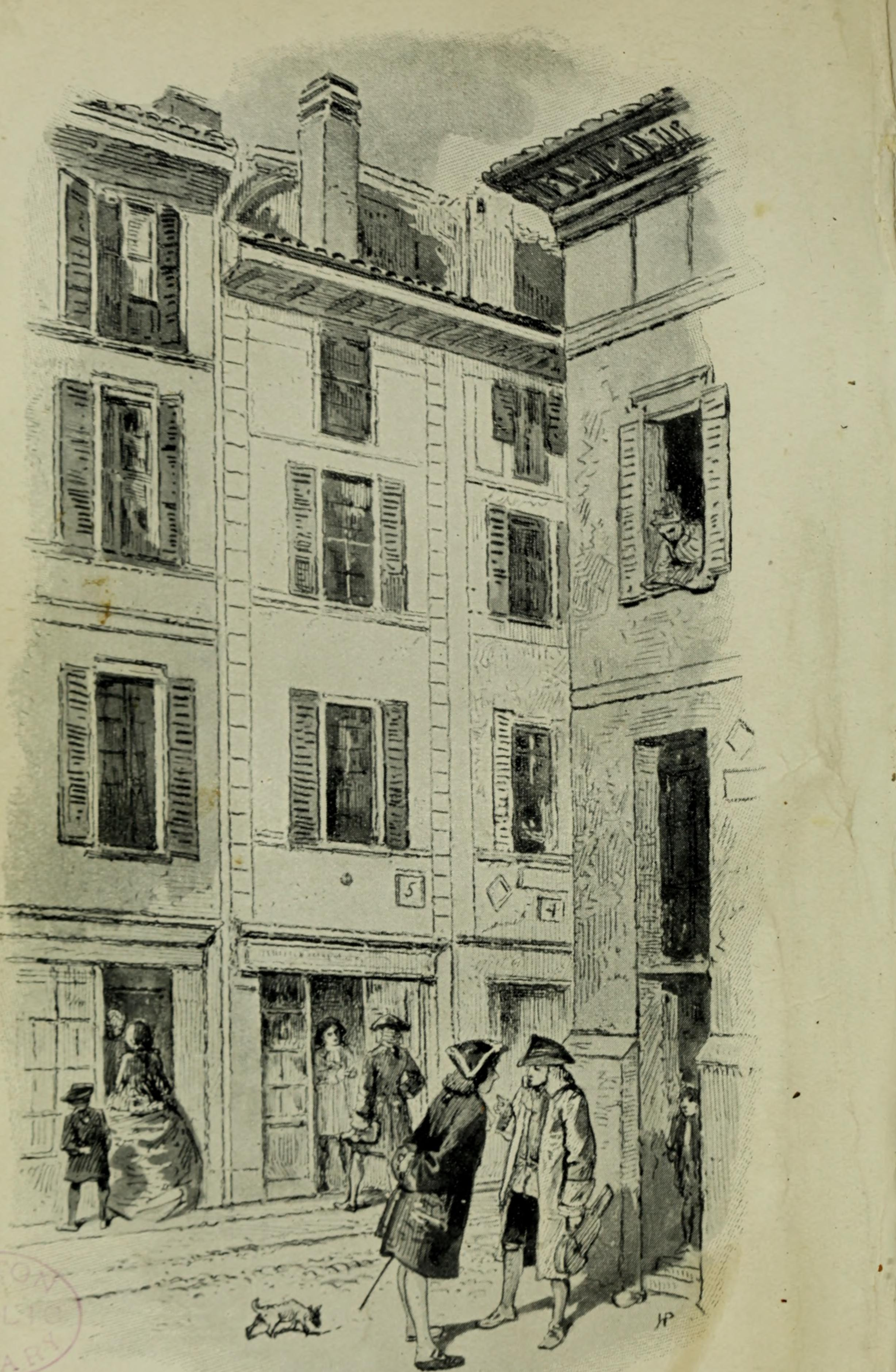
Ilustración de libro sobre Guarneri (1906)

Bartolomeo Giuseppe Antonio Guarneri, del Gesù (Cremona, 21 de agosto de 1698 – Cremona, 17 de octubre de 1744) fue un lutier italiano, también conocido como Guarneri del Gesù por firmar sus instrumentos en el interior de la caja de resonancia con las palabras Nomina sacra, IHS (el monograma de Cristo) y una cruz romana. Sus instrumentos tienen un prestigio y valor comparables a los de Antonio Stradivari.
Apenas se sabe nada de su infancia, aunque se ha venido afirmando que trabajó con Stradivari pese a que su estilo es contrapuesto al de ese otro maestro. Otras fuentes afirman que en realidad fue discípulo de Andrea Gisalberti. Contra lo que se piensa, sus violines están más cercanos a la Escuela de Brescia que a la de Cremona. Giuseppe Guarneri fue un hombre extraño y sujeto a violentos ataques de cólera posiblemente provocados por su adicción a la bebida.
Sus violines, en comparación con los de Stradivari, tienen un sonido menos espontáneo pero más potente y profundo.
Niccolò Paganini usó muchos violines de diversos autores pero su más famoso y querido instrumento fue un Guarneri del Gesù apodado "Il Cannone" (por su potencia) y revalorizó el trabajo de un luthier tenido hasta entonces como secundario.
Algunos violinistas de gran prestigio, como Jascha Heifetz, Isaac Stern, Pinchas Zukerman, Arthur Grumiaux, Uto Ughi, Henryk Szeryng, David Garrett, Vadim Repin, Gidon Kremer y Leila Josefowicz utilizaron en alguna ocasión un Guarneri en sus conciertos.
El "cannone" de Paganini se encuentra actualmente en exposición en los Museos de Strada Nuova, Génova, Italia.
El célebre Vieuxtemps Guarneri fue utilizado por Henri Vieuxtemps y es uno de los últimos que el maestro Guarneri construyó. Es el instrumento más caro de la historia de acuerdo a la subasta de 2010.

## Periodos de la construcción de sus violines
Su producción puede ser dividida en tres períodos:
1. El primero de ellos fue más bien experimental, con unos violines de pequeño formato excelentes pero aún sin alcanzar la perfecta maestría.
2. A partir de 1730 inicia su segundo período en el que produjo algunas de sus obras maestras. Esta etapa se interrumpió de una manera brusca: Durante un banquete en el que se corrió en el vino, Giuseppe golpeó a un hombre que, al caer, se fracturó el cráneo contra una mesa, muriendo en el acto. El luthier pasó algunos años en la cárcel como consecuencia de este trágico accidente. En este periodo fabricó de manera precaria una serie de violines llamados violini della serva, cuya madera es de baja calidad, el trabajo no muy cuidadoso y el barniz defectuoso. A pesar de ello, el timbre de estos violines es dulce y melancólico y no desmerece a sus instrumentos anteriores.
3. Hacia 1740 se inicia el tercer período, caracterizado por la producción de unos violines magníficos y de potentísima sonoridad. El maestro murió el 17 de octubre de 1744 y sus violines cayeron un tanto en desuso hasta que el genial Paganini se sirvió del Cannone, su violín preferido, un ejemplar histórico y con el que revalorizó la figura de Guarneri. Con él se extinguió la rama cremonesa de la familia Guarneri. En la actualidad, el violín más caro del mundo es un Del Gesú valorado en más de tres millones de euros que fue subastado — a precio desconocido — en Londres en 2008.[1]